# Хронология на борбите за възстановяване на българската държавност (1396-1878)
- 1399 – Татарите разгромяват обединените сили на поляци и литовци, Несебърската анонимна хроника дори отнася и покоряването на Варна към 2 февруари 1399 г. от татарите. От тези събития се възползва влашкият войвода Мирчо Стари, който пленява молдовския владетел Юга войвода и на негово място поставя Александру Добрият.
- 1402 – Битка при Ангора, проведена на 28 юли 1402 г. на полето до Ангора (дн. Анкара, Турция). Монголският завоевател Тимур пленява османския султан Баязид I. Тежкото поражение на турците разтърсва Османската империя, но балканските народи не успяват да се възползват от възможността да премахнат османското владичество в Европа.
- 1404 – Антитурската коалиция под командването на императора на Свещената Римска империя и основател на рицарския орден на Дракона Сигизмунд Люксембургски нахлува във Видинска област, придружаван от българския цар (между 1396 и 1422 г.) Константин II Асен, син на цар Иван Срацимир.
- 1408 – Видинският владетел Константин II Асен подпомага Фружин Шишман в битките за отвоюване на Търновско от османците – т.нар. въстание на Константин и Фружин;
- 1411 – Турците отхвърлят влашкия войвода Мирчо Стари и покоряват цяла Добруджа.
- 1413 – Поход на Муса Кесиджия срещу Видин, Константин II Асен е прогонен в Кралство Унгария. Султан Мехмед I побеждава брат си Муса Кесиджия и сключва мирен договор с Константин II и останалите християнски балкански владетели.
- 1417 – Потушаване въстанието на шейх Бедреддин Симави в североизточна България и поход във Влашко на султан Мехмед I. Към годините между 1415 и 1418 г. Мирчо отново приема османския васалитет и окончателно утвърждава политическото присъствие на Влашко в Европейския Югоизток.
- 1422 – Поход на Фируз бей към Влашко през пролетта. Константин II Асен е прогонен окончателно и умира на 17 септември в Белград. Край на Видинското царство, всички български земи, без дадените на византийците крайбрежни градове южно от Месембрия (Несебър), са под турска власт;
- 1430 – Образуван е османски санджак на земите на Видинското царство. Византийската империя окончателно загубва Солун на 29 март;
- 1439 – Султан Мурад II превзема Смедерево, а деспот Георги бяга в Унгария. В крепостта султанът пленява и ослепява синовете на деспота – Григор/ий/ (Гъргур) и Стефан.
- 1443 – Кръстоносен поход срещу турците на крал Владислав III Ягело и Янош Хуняди. Фружин Шишман участва в битките. Войските успешно достигат южна България, но тежката зима прави войната невъзможна и те се оттеглят.
- 1444 – Втори кръстоносен поход срещу османците на крал Владислав III Ягело и Ян Хуняди. Фружин Шишман отново участва в битките. Войските освобождават цяла Северна България и победоносно достигат Варна, но не печелят битката на 10 ноември. В нея освен Владислав III Ягело вероятно загива и Фружин Шишман.
- 1453 – След два неуспешни щурма на 18.IV. и на 7.V. при третия щурм на 28.V. 80 000-ната османска войска побеждава 7000-те защитници на Константинопол. Градът е превзет и разорен от османците. Последният Византийски император Константин XI Драгаш е убит в сражението. След двудневно клане на 30.V. турският султан влиза в Света София и заповядва базиликата да бъде обърната на джамия. Край на Византийската империя. Същата година управляваният от византийците последен непокорен български град Несебър, пада под турска власт;
- 15 век начало на хайдутството – партизанска война срещу завоевателя, продължила до освобождението на България. В 1454 г. Мехмед II пленява Радич, български войвода в София;
- 1454 – Битка при Крушевац. Много турци, включително самия Фируз бей и няколко от неговите паши са заловени и закарани в двора на моравското деспотство като заложници. Битката позволява на Хунияди и християнските сили да започнат ново настъпление срещу турците, опустошавайки Ниш и Пирот, и изгаряйки Видин. Никола Скобалджич продължава сраженията си срещу османците, действайки в днешна южна Сърбия в района на Лесковац и печели няколко важни битки срещу армиите на султана.
- 1454 – Битка при Лесковац. Огромна османска сила, тръгнала от Македония е пресрещната от Никола Скобалджич и християните побеждават като продължават своите нападения срещу османците и армиите на султана. През месец декември е отпечатан общоевропейския „Призив към християнството за борба срещу турците“.
- 1459 пада Смедеревското деспотство управлявано номинално от член на династията Бранкович;
- 1462 – Влашкият войвода Влад III Дракула нахлува във Видинско и продължавайки похода си до Черноморието, подлага на опустошения цяла Мизия. Над 50 000 турци и българи-мюсюлмани са побити на кол, а много християни са преселени във Влахия.
- 1469 – Мара Бранкович издейства султански ферман за пренасяне мощите на покровителя на народа и пръв български светец Иван Рилски от старопрестолния Търновград в Рилския манастир. Тържествената церемония е описана от Владислав Граматик.
- 1521 – 1522 – На 28 и 29 август 1521 година пада Белградската крепост, а през септември същата година и през следващата 1522 българите от средновековната Белградската област са изселени в Цариград и Източна Тракия;
- 16 – 17 век – Различни форми на съпротива: хайдутство, Търновски въстания, Карпошово въстание;
- 1569 – Яков Крайков от София и Йероним Загурович от Катаро издават във Венеция Псалтир с 274 листа, а на следващата година – молитвеник, съдържащ 281 листа. След две години Яков Крайков издава последната си и четвърта книга – „Различни потреби“, която съдръжа 128 листа. На страниците на „Различни потреби“, той помества старобългарска апокрифна литература, което за времето си е смела постъпка.

- 1580 – 1590 – Само за 10 години поради притесненията от страна на еничарите, които на тълпи залели селата, и на спахиите, поради тежките данъци и нечуваните зулуми от страна на минаващи войски, положението на населението се влошило. Българите с нетърпение очаквали настъпването на християнските войски като се готвели да изколят всички турци в страната.
- 1598 – Първо Търновско въстание;
- 1601 – Излиза първото издание на Царството на славяните написано от бенедектинския монах от хърватски произход Мавро Орбини. Произведението има исторически характер, като в него се пресъздава някогашната славна история на южните славяни с оглед организирането им за борба под егидата на папството срещу настъплението на османците към Централна Европа.
- 1643 – Докторът по богословско и каноническо право Петър Парчевич се завръща в България като посвещава усилията си за организиране на антитурска коалиция на католическите държави. С тази цел, с благословията на папата, той предприема редица дипломатически мисии в Австрия, Унгария, Полша, Венеция, Влашко, Молдова и дори посещава Богдан Хмелницки в Украйна. За приноса му в защита на християнството той е удостоен с баронска титла от императора на Свещената римска империя. Умира на 23 юли 1674 година и е погребан в Рим в базиликата Св. Андреа дела Фрате пред параклиса на пратриарха Франциск.
- 1645 – Избухването на турско-венецианската война предизвиква оживление на Балканите. Начело на заговора бил влашкият господар Матей Басараба. Изглеждало необходимо да се привлече полският крал Владислав IV, който, поради удържаната от него победа над султан Осман II при Хотин, се ползвал с голяма популярност. За пратеник бил назначен Петър Парчевич, отлично знаещ гръцки, латински, италиански, румънски и арменски езици. Владислав IV приел пратеника много сърдечно. Парчевич се върнал в отечеството си с портрета на краля в пълно въоръжение, с червено кадифено знаме и с много подаръци. Владислав наистина почнал да се готви за война, но предивременната му смърт през 1648 г. осуетила надеждата на българите.
- 1645 – Архиепископ Деодат, един от главните заговорници, с мъка удържал прибързаността, с която искали да обявят въстанието. На 18 декември началниците отново се срещнали с Деодат у княз Матей Басараба в Търговище и повторно изпратили Парчевич в Полша, при императора и във Венеция. Българският лъв, пишели те в писмата си, макар и да дреме, но е още жив, и съветвали да не пропуща благоприятното време за съвместно нападение на Портата и за възстановяване на славянските царства. Парчевич навсякъде бил приет съчувствено, особено от венецианците, които и без това поради войната на републиката с Турция се грижили за съставянето на съюза. Но отношенията на европейските държави след 30-годишната война били такива, че съюзът не можал да се осъществи.
- 1665 – Много знатни българи, сърби, албанци и гърци съставили тайно съглашение помежду си. Парчевич още веднъж отишъл при император Фердинанд III, а сръбският патриарх Гаврил заминал за Москва. Но и този път делото получило лош обрат. Парчевич останал на Запад и бил възведен в 1656 г. в сан марцианополски архиепископ.
- 1667 – Петър Богдан написва на латински първата „История на България“. До смъртта му обаче през 1674 г. не намира достатъчно средства и творбата не излиза от печат.

- 1673 – Вече в преклонна възраст и болен, Парчевич предприел ново пътешествие, за да работи за освобождение на България. Снабден с писма от молдовския княз Стефан Петрашко, от стария чипровски архиепископ Деодот и от други знатни лица, той от името на народите на България, Сърбия, Тракия и Македония заминал за Полша, Виена, Венеция и Рим. Парчевич с юношески ентусиазъм настоявал, западните християни да изпратят на поляците пари и войски, за да преминат Дунав и с възстановяването на България да подкопаят мощта на Портата. Парчевич се смята като най-великия българин на XVII век.
- 1686 – Второ Търновско въстание;
- 1688 – Чипровско въстание;
- 1689 – Карпошово въстание;
- 1716 – 1719 – Австро-турската война раздвижва българите католици в Хабсбурската империя. Георги Пеячевич, един от водачите на Чипровското въстание, предлага на австрийския император план за ново българско въоръжено надигане. По това време е вдигнат бунт „на капитаните Георги, Филимон и Димитър“ във Видинско.
- 1737 – Избухва въстание в Западна България, когато австрийците превземат Ниш по време на Австро-руската война срещу Османската империя (1735 – 1739). След оттеглянето им обаче въстанието е бързо разгромено, следват обичайните турски жестокости и много българи емигрират вливайки се в християнските армии. Един от полковете в руската войска през тази война е съставен само от българи, сърби и гърци.
- 1741 – Христофор Жефарович издава във Виена „Стематография“, илюстрирана с гравюри на мед и с графики. Съдържа 20 изображения на български и сръбски владетели и светци, както и 56 герба на славянски и други балкански страни, с обяснителни четиристишия под тях – пръв пример за модерна светска българска и сръбска поезия.

## Възраждане, или българското Просвещение (1762 – 1876)
- 1760 – 1762 – Паисий Хилендарски пише „История славянобългарска“ (оригинално заглавие: „Исторїѧ славѣноболгарскаѧ“), първото произведение на българската историография.
- 1768 – 1774 – Руските войски преминават река Дунав и водят редица сражения, достигайки Шумен. На 20 юли 1774 генерал Суворов нанася тежко поражение на турската армия при с. Козлуджа (днес Суворово). По силата на сключения Кючюк-Кайнарджански мирен договор освен териториални придобивки, Русия си извоюва правото да покровителства православните християни на Балканите. С това Русия се издига до положението на най-важен фактор по отношение на Източния въпрос. Българите участват във войната с доброволчески отряди. За тях войната оставя тежка последица. Именно след нея започва специфичното за османците разбойничество кърджалийството, продължило и в началото на XIX в.
- 1804 – Двама богати търговци (Иван Замбин и Атанас Некович) заминават за Санкт Петербург, търсейки срещи с руски високопоставени лица, за да постигнат желаната помощ. Мисията им обаче не се увенчава с успех.
- 1806 – 1812 – По време на руско-турската война (1806 – 1812) руското командване предприема енергични стъпки за привличане на голям брой доброволци от българското население. В южноруските степи преселници българи сформират четири доброволчески отряда. От вътрешността на България свещеници и учители изпращат сведения за броя и местоположението на турските войски. В началото на 1810 руските войски превземат Силистра, Никопол и Русе и се придвижват на юг, достигайки района на Предбалкана. Това довежда до надигане на българите в редица области. В района на Габрово и Казанлък се съсредоточават няколко хиляди въстаници. През есента на 1810 въстаническия отряд спира голяма турска войска в Шипченския проход. През пролетта на 1811 започва формирането на самостоятелна българска военна част в състава на руската армия, известна като Българска земска войска. За кратко време в нея се включват около 2500 души. Българската земска войска участва в редица сражения и спечелва признанието на генерал Кутузов. Военната кампания на руснаците приключва с нахлуването на Наполеон Бонапарт в Русия. Букурещкия мирен договор (1812) не дава нищо на българите и десетки хиляди мирни жители се изтеглят заедно с руската армия.
- 1814 – Гръцки патриоти създават тайна организация Филики етерия (Дружество на приятелите), която си поставя за цел вдигането на масово въстание едновременно в Гърция, Сърбия и България. В тайните списъци на заверата се срещат имената на много българи от Търново, Пловдив, Сливен, Котел, Варна, Созопол, Одрин и др.
- 1828 – 1829 – Руско-турската война от 1828 – 1829 е най-успешната до това време. Както при предишната война, българите от вътрешността на страната и емиграцията подпомагат руските войски. Още при навлизането на русите във Влашко Георги Мамарчев сформира доброволчески отряд от 270 души участващ при превземането на Силистра. След превземането на Созопол от руската флота започва Въстанието в Тракия обхванало след влизането в Одрин на ген. Дибич Задбалкански и районите на Лозенград и Люлебургас до Чорлу където българите вдигат масово въстание и отхвърлят турската власт [1]. Одринския мирен договор от 1829 обаче, който носи свобода на Гърция и дава автономия на Сърбия, Влашко и Молдова, отново не споменава нищо за българите. Следва изтегляне на руските войски на север, като заедно с тях напускат родните си места 150 000 българи.
- 19 век – Развитие на нацоналната просвета и култура: Петър Берон, Васил Априлов, Неофит Рилски, Найден Геров, Петко Рачов Славейков, братя Миладинови;
- началото на 19 век – Първо въстание в Белградски пашалък в което участието на българите е осезаемо и равностойно, а в Източна Сърбия – по Велика Морава и в Тимошко с изцяло български характер;
- 1835 – 1841 – Въстания в Северозападна България;
- 1835 – Велчова завера;
- 1836 – Манчовата буна;
- 1841 – Нишко въстание;
- 1841, 1842, 1843 – Браилски бунтове;
- 1850 – Видинско въстание;
- 1851 – Габор Егреши издава своя дневник за преживяванията си във Видин и България. Част от дневника: „Неотдавна турски хулиган застреля посред бял ден един български поп. За наказание трябваше да живее две години в друг град. Нищо повече. Често може да се види как турско дете бие с тояга български селянин, без той да смее да се защити. Един българин, жител на град Видин, беше арестуван и осъден на смърт, защото бе започнал да си строи дом с каменна зидария. Обвиниха го, че си строял крепост... Сякаш някакъв зъл магьосник ни е пренесъл от бляскавите зали на Париж в центъра на Африка и то с цяло хилядолетие назад, в първобитното общество... И днес османлиите живеят така, както по времето на Мохамед“.
- 1853 – 1856 – Кримска война(Октомври 1853 – февруари 1856) се развива военен конфликт между Русия от една страна и съюз между Османската империя, Франция, Британската империя, Сардинското кралство и Графството Насау като част от дълъг конфликт между главните Европейски сили за влияние върху териториите на западащата Османска империя. Основната част на конфликта се развива на Кримския полуостров, но военни действия се провеждат и на Балканите, в Кавказ, Балтийско море и Тихия океан. Решаването на българския политически въпрос отново е отложено, но войната изиграва изключителна роля за развитието на българското възрожденско общество.

- 1862 – 1867 – Българските легии в Белград превземат Калемегдан;
- 1856 – Капитан дядо Николово въстание в търновско, Димитракиева буна в северозападна България
- 1860 – 1878 – Организирано националноосвободително революционно движение; Георги Раковски основава Тайния централен български комитет, Български легии в Белград, Хаджиставрева буна, Любен Каравелов, Христо Ботев и Васил Левски учредяват Българския революционен централен комитет; Старозагорско въстание и Априлско въстание, организирано и ръководено от Стефан Стамболов, Иларион Драгостинов, Стоян Заимов, Георги Бенковски, Панайот Волов, Тодор Каблешков, Захари Стоянов и други;
- 1870 – 28 февруари – Учредяване със султански ферман на Българската екзархия;
- 1871 – В Цариград заседава Първият църковно-народен събор;
- 1872 – 16 февруари – Встъпване в длъжност на първия български екзарх Антим I;
- 1876 – Априлско въстание;
- 1877 – 1878 – Руско-турска освободителна война;
- 1878 – 19 февруари (3 март) – Санстефански мирен договор между Русия и Османската империя: възстановена е българската държава като трибутарно княжество;
- 1878 – 1 юли (13 юли) – Берлински договор: отменя Санстефанския договор и разделя България на 3 части. Оставя независимо само Княжество България, създава автономна област Източна Румелия, васална на султана, а Македония и Одринска Тракия връща на Османската империя.